# 452年
| 千纪： | 1千纪                                                                                           |
| 世纪： | 4世纪 \| 5世纪 \| 6世纪                                                                         |
| 年代： | 420年代 \| 430年代 \| 440年代 \| 450年代 \| 460年代 \| 470年代 \| 480年代                       |
| 年份： | 447年 \| 448年 \| 449年 \| 450年 \| 451年 \| 452年 \| 453年 \| 454年 \| 455年 \| 456年 \| 457年 |
| 纪年： | 壬辰年（龙年）；北魏正平二年，承平元年，兴安元年；南朝宋元嘉二十九年；高昌北凉承平十年          |

## 大事记
- 北魏中常侍宗愛，接連殺害北魏太武帝與拓跋余兩位皇帝，不久羽林郎中劉尼等擁立拓跋濬入宮即位，並夷滅宗愛一黨。
- 匈奴王阿提拉轉戰義大利半島，後在重金與羅馬教宗良一世力勸之下撤軍。
- 宋文帝得知北魏發生政變，魏太武帝被殺，遂倉卒圖謀第三次元嘉北伐，再次無功而返。

## 逝世
- 北魏太武帝拓跋燾，北魏第三位皇帝。
- 拓跋翰，北魏太武帝拓跋燾三子，被宗愛矯太后詔令弒殺。
- 拓跋余，北魏太武帝拓跋燾之子，僅在位232天。
- 宗愛，北魏中常侍。